# Beautiful Life
"Beautiful Life" é uma canção do grupo pop internacional Now United, lançada em 29 de Janeiro de 2019. A canção foi disponibilizada nas plataformas digitais em 23 de setembro de 2019. Conta com os vocais de Diarra, Heyoon, Any, Noah e Bailey.

## Videoclipe
O videoclipe foi lançado no dia 29 de janeiro de 2019 e gravado em Shillong, Índia.

## Histórico de lançamento
| Região | Data                   | Formato                | Gravadora | Ref.  |
| ------ | ---------------------- | ---------------------- | --------- | ----- |
| Mundo  | 23 de setembro de 2019 | 23 de setembro de 2019 | XIX       | [ 4 ] |